# ミュセドーラス
『ミュセドーラス』（Mucedorus）は、エリザベス朝時代の戯曲。当時はウィリアム・シェイクスピアの作品と考えられ、1598年から1668年の間に「四折版」が17版も出るほどの人気で、エリザベス1世とジェームズ1世、両方の御前で上演もされた。1610年に改訂・拡大された。

## 材源
学者によっては、フィリップ・シドニーの『アーケイディア（Countess of Pembroke's Arcadia）』をこの劇の材源と考えている。その中に「Musidorus」という登場人物が出てくるからである。さらにパストラル（牧歌劇、田園劇）や民話の形式、さらに伝統的なママーズ・プレイ（Mummers Play、民衆劇）、中世の演劇、騎士道物語、さらにイタリアのコンメディア・デッラルテとの関連性も研究されている。

## 創作年代とテキスト
『ミュセドーラス』は当時たびたび再版され、17世紀末までに17もの「四折版」が出た。（通常のものとの比較は「シェイクスピアの初期のテキスト」を参照のこと）
Q1-1598年、Q2-1606年、Q3-1610年、Q4-1611年、Q5-1613年、Q6-1615年、Q7-1618年、Q8-1619年、Q9-1621年、Q10-1626年、Q11-1631年、Q12-1634年、Q13-1639年、Q14-1663年、Q15-1668年。Q16とQ17については日付がついていない。最初の6つは書籍商ウィリアム・ジョーンズが出版した。
現代の研究家はこの劇の創作年代を1590年頃と推測している。

## 上演史
『ミュセドーラス』は18世紀まで旅回りの役者たちによって演じられていた。1654年2月3日（新暦）、オックスフォードシャーのウィットニーでの上演は、大勢の観客の重みで床が抜け、多数の死傷者が出た。ピューリタンの伝道者はこの事故は芝居を不愉快に思った神のしるしであると考えた。

## シェイクスピアとの関係
『ミュセドーラス』のQ3には、この劇がグローブ座のレパートリーだったと書かれてある。「バレンシア王子ミュセドーラスとアラゴン王女アマダインの愉快な喜劇。マウスの陽気な奇想付き。Shroue-/sundayの夜に（区切るのなら「土曜の夜に岸の」）ホワイトホールの国王陛下方の御前で、普段はグローブ座で演じているhis Highnes Seruantes（国王一座?）が演じるにあたり、新たな追加で拡張。非常に魅力的かつ奇抜な笑いがいっぱい。1610年Gunneの署名で、Holborne Conduitの近くに住むWilliam Iones（ウィリアム・ジョーンズ）がロンドンで印刷」。
それ以降のすべての版はこれと同じ説明がされた。テキストには、明らかに元々の作者のものではない6つの節が追加されていて、初期の研究者の中には、シェイクスピアは元々の劇を書いたのではなく、この追加部分を書いたのだと考える者もいたが、現代の研究家はこの説に同意していない。
エドワード・アーチャーは『The Old Law』の中の1656年の演劇リストで、『ミューセドラス』をシェイクスピアの作品とした。さらに、チャールズ2世の蔵書の中にあった『Shakespeare. Vol. I』というラベルをつけられた巻の中に『フェア・エム』『エドモントンの陽気な悪魔』と一緒にこの戯曲が綴じられていた。

## あらすじ
劇は、「喜劇」と「妬み」のメタ・シアトリカルな口論から始まる。「妬み」（女性）はこの愉快な喜劇を悲劇に変えてやると宣言する。「喜劇」はその挑戦を受けて立ち、勝利の歓喜で終わらせると宣言する。
バレンシアの王子ミュセドーラスは、アラゴン王国の王女アマダインがとても美しいということを耳にする。そこで羊飼いに変装してこっそりアラゴンに行く。その頃、アマダインと婚約者のセガストは森の中で熊に追いかけられている。セガストは自分だけ逃げて、アマダインは危機になるが、ミュセドーラスが熊を殺し、救う。アマダインは感謝しミュセドーラスを王宮に連れて行く。羊飼いの恰好のまま、ミュセドーラスは王宮に迎えられる。
セガストはミュセドーラスを妬み、友人のトゥレメリオにミュセドーラスの殺害を頼む。トゥレメリオはそれを受けるが、逆にミュセドーラスに殺される。セガストは事件を王に密告するが、アマダインの頼みで、王はミュセドーラスを許すことにする。しかしセガストは、ミュセドーラスを王国から追放せよという内容の王の勅令を偽造する。アマダインとミュセドーラスはお互いに愛を告白しあい、一緒に王国を出て行くことに決める。二人は森で落ち合うことにする。
最初に森に到着したのはアマダインで、ミュセドーラスの来るのを待っていたら、 荒くれ男のブレーモが現れ、最初殺そうとするが、気が変わって、捕まえる。一方、セガストは召使いで道化のマウスに二人を捜させる。遅れて到着したミュセドーラスはアマダインがいなくなったことに気付き、隠者に変装して捜す。ブレーモはアマダインに求愛するが、拒絶される。ミュセドーラスはアマダインを見つけるが、ブレーモに殺されそうになる。しかしアマダインの頼みで、ミュセドーラスも捕虜になる。（しかし、アマダインは隠者がミュセドーラスと気づいていない）。ミュセドーラスは、ブレーモが留守の時、自分たちだけで身を守れるよう戦い方を教えておく必要があるとブレーモに訴える。ブレーモも納得し、ミュセドーラスに剣を渡すが、その剣で殺されてしまう。ミュセドーラスは自分が羊飼いであることをアマダインに明かす。セガストが二人を見つけるが、アマダインは羊飼いとの愛を選び、セガストもその運命を受け入れる。そこでミュセドーラスは自分がバレンシアの王子であることを明かす。
一同はアラゴンに戻る。王は娘がいなくなったことで悲しんでいたが、話を聞いて、娘の結婚を許し、大団円となる。
全員が退場した後、「妬み」と「喜劇」が登場する。「妬み」は敗北を認めず、再び議論となる。それから二人は観客の中にいる君主（エリザベス1世にジェームズ1世）がいることに気付き、喜劇も悲劇もともに王に仕えていることを宣言する。

## ジャンルと配役
『ミュセドーラス』は初期のロマンティック・コメディである。喜劇から悲劇、悲劇から喜劇への急速な以降を通して、ユーモアを醸し出す。たとえば、ブレーモが殺される場面がそうで、それまで死の話題をしていたのが急に恋の話題に転じる（第5幕第1場）。
『ミュセドーラス』の登場人物はすべてがこのジャンルのストックキャラクターである。マウスが耳が悪く、いつも話の手の言葉をウィットにひねるのは道化の定番だった。
なお、最初は熊は人間の俳優ではなく本物の生きた熊によって演じられていた。